# Filip Filipović
Filip Filipović (* 2. května 1987 Bělehrad, Jugoslávie) je srbský vodní pólista, hrající za italský klub Pro Recco. Byl členem bronzového týmu na hrách v Pekingu 2008 a v Londýně 2012. Byl také členem zlatého týmu na Mistrovství světa 2009 a na evropských šampionátech 2001, 2003, 2006 a 2012, vyhrál Středomořské hry 2009. S klubem VK Partizan se stal třikrát mistrem Srbska, s VK Radnički Kragujevac vyhrál LEN Euro Cup 2013 a s Pro Recco vyhrál třikrát italskou ligu a třikrát LEN Champions League (2009/10, 2011/12 a 2014/15). Byl nejlepším střelcem MS 2009 a Ligy mistrů 2013/14. Mezinárodní plavecká federace ho vyhlásila nejlepším vodním pólistou světa v letech 2011 a 2014.